# Estatua sollozante
Una estatua sollozante es una escultura que, según testimonios, derrama lágrimas, hecho generalmente considerado como un fenómeno paranormal o, en la religión, como un acontecimiento divino o milagroso. A menudo las lágrimas consisten o tienen la apariencia de otras sustancias líquidas, como sangre o aceite, desprendiendo en algunas ocasiones un aroma agradable, frecuentemente olor a rosas. Así mismo, también hay testimonios de figuras o imágenes creadas por las lágrimas durante su caída por el rostro de la imagen. Estos eventos son comúnmente reportados por cristianos devotos, lo que contribuye a que el objeto protagonista de este fenómeno (por lo general una imagen de la Virgen María) sea sujeto de veneración y peregrinaje, si bien la Iglesia católica ha rechazado la mayoría de ellos, calificándolos de fraude.

## Escepticismo

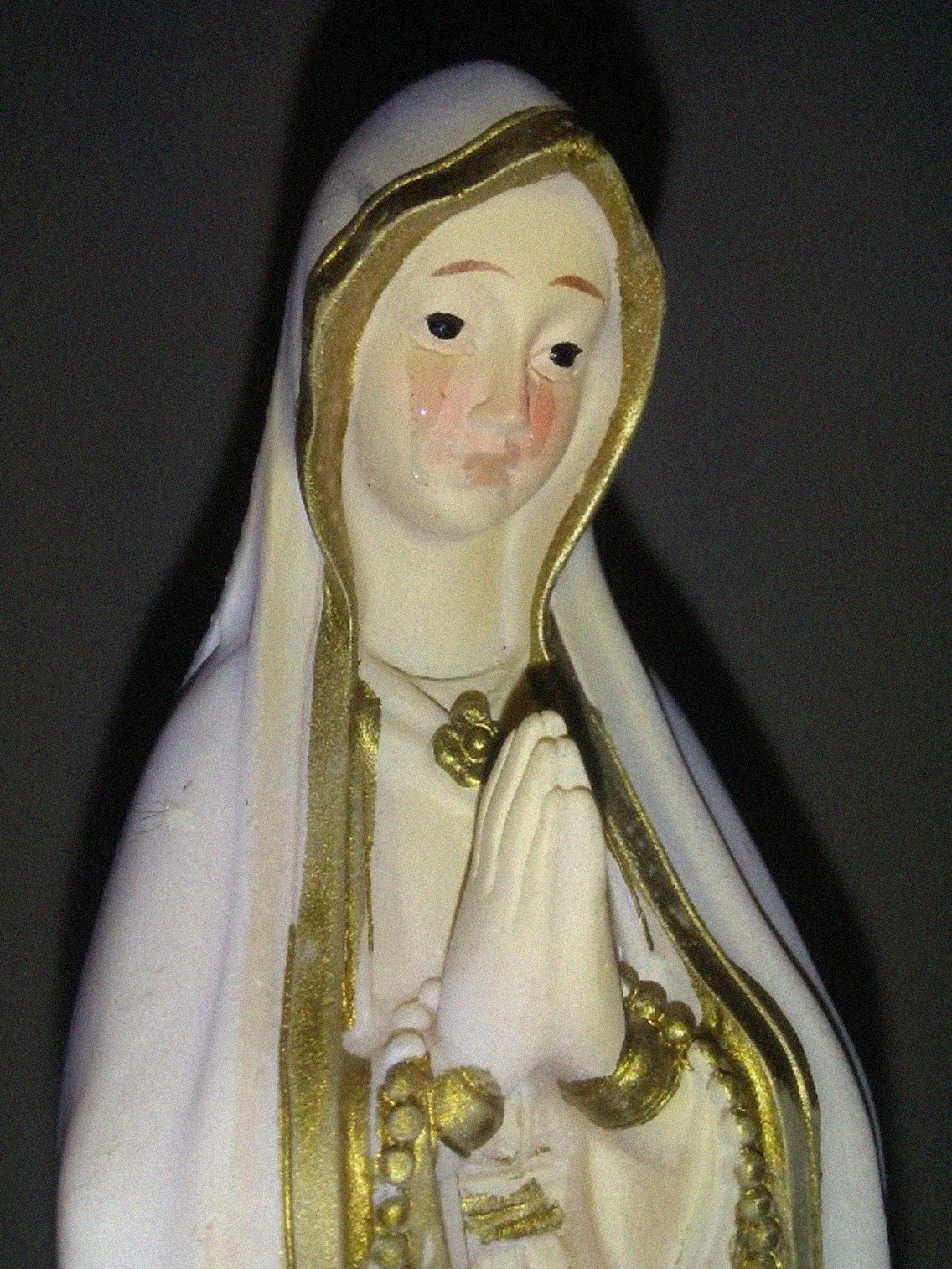
Estatua sollozante de la Virgen de Fátima. Fenómeno creado mediante intervención humana.

Las autoridades de la Iglesia católica han sido siempre muy cuidadosas a la hora de opinar sobre estos hechos, imponiendo una serie de requisitos antes de proceder a su aceptación. Concretamente, cuando una estatua de San Pío de Pietrelcina ubicada en Messina, Sicilia, empezó a derramar lágrimas de sangre en 2002, las autoridades eclesiásticas ordenaron rápidamente la práctica de análisis, los cuales demostraron que el fenómeno constituía un fraude al revelar que la sangre pertenecía a una mujer.
El escepticismo generalizado respecto a estos fenómenos radica en la facilidad con la que se puede crear la ilusión de que una estatua llora: se pueden inyectar líquidos en el material poroso de las estatuas y luego filtrarse en forma de lágrimas. Se puede aplicar aceite mezclado con grasa a los ojos de una estatua, que llorarán cuando la temperatura ambiente suba en la capilla. Se han propuesto numerosos ejemplos de imágenes sollozantes que han resultado ser un fraude. Este fenómeno también ha sido rechazado por los racionalistas como un acontecimiento puramente psicológico y/o fraudulento. A menudo los testigos son acusados de ser engañados por su propio estado mental o por un gran poder de sugestión, frecuentemente derivado de una creencia grupal que influye a un individuo a sucumbir a la misma; según el autor Joe Nickell, en tal estado resulta fácil creer en algo que no existe. Por su parte, otra posible explicación atribuye el fenómeno al efecto de la condensación; las lágrimas serían en realidad pequeños puntos de condensación acumulados en la estatua por el hecho de estar esta realizada en un material de densidad variable, con la condensación formándose en las zonas más densas (frías), en este caso los ojos.
Numerosas estatuas sollozantes han sido calificadas como fraudulentas por oficiales de la Iglesia Católica.
Ya en los siglos i y ii Plutarco, en el capítulo 38 de su libro Vidas paralelas, dedicado a la figura de Coriolano, discute el fenómeno de las estatuas sollozantes y sangrantes, con una referencia especial al caso de una estatua de Fortuna dirigiéndose a una multitud en Roma. De acuerdo con Nickell, los objetos inanimados a los que se les atribuyen acciones propias de los seres vivos, como caminar, cambiar la expresión del rostro o derramar lágrimas, son comúnmente imágenes de la tradición católica. En el Libro de Daniel, capítulo 14, versículos 1-21, se relata el momento en que Daniel prepara una trampa para atrapar a los sacerdotes que se adentran en los templos para comer las ofrendas depositadas a los pies de una escultura de Belenus, la cual era adorada en base a la creencia de que la misma tenía la capacidad de consumir alimentos y bebidas.

## Fenómenos destacados
La mayoría de los testimonios sobre estatuas sollozantes están relacionados con imágenes de la Virgen María y generalmente vinculados a apariciones marianas. Un caso llamativo fue el de Nuestra Señora de Akita, el cual, a diferencia de otros acontecimientos de este tipo, fue presenciado por todo Japón gracias a la televisión nacional. La mayoría de estos fenómenos, los cuales llevan décadas produciéndose, son considerados un fraude:
- En 1995, una estatua de la Madona empezó a llorar sangre en Civitavecchia, Italia, con 60 personas atestiguando el fenómeno,[16] entre ellos el obispo local. Pese a que el dueño de la estatua, Fabio Gregori, se negó a permitir un análisis de ADN, finalmente se demostró que la sangre pertenecía a un varón, aunque esto no impidió que con posterioridad se reportasen docenas de casos similares, si bien la mayoría resultaron ser un fraude en el que se emplearon sangre, pintura roja o agua para simular las lágrimas.[17]

- En 2008, el cuidador de una iglesia, Vincenzo Di Costanzo, fue juzgado al norte de Italia por manchar con su sangre el rostro de una estatua de la Virgen María, demostrándose el fraude gracias a un análisis de ADN.[18]

- En 2018, en la Iglesia de Nuestra Señora de Guadalupe en Hobbs, Nuevo México, se informó de que una estatua de la Virgen estaba derramando lágrimas. En julio del mismo año, la diócesis de Las Cruces reveló que los análisis practicados demostraban que la sustancia presente en la imagen poseía un compuesto químico a base de aceite de oliva con olor a rosas.[19][14]

Un pequeño número de estatuas sollozantes han sido sin embargo reconocidas por la Iglesia católica, como por ejemplo una imagen realizada en yeso ubicada en Siracusa, Sicilia, propiedad de un matrimonio la cual fue reconocida por la arquidiócesis de Siracusa el 13 de diciembre de 1953, habiéndose manifestado el fenómeno el 29 de agosto de ese año. Por su parte, el científico de la Universidad de Pavía Luigi Garlaschelli, quien no examinó la estatua, custodiada tras un cristal, consideró en 1995 que las lágrimas eran debidas a una atracción capilar como consecuencia de la humedad filtrada a causa de un defecto en el esmalte de la figura.

## Lista de estatuas sollozantes
A continuación se muestran varios casos de estatuas sollozantes. La mayoría han sido descartados por tratarse de un fraude, mientras que en otros resulta difícil probar la veracidad de los mismos:
| Fecha                                   | Ubicación                                         | Descripción | Referencia           |
| --------------------------------------- | ------------------------------------------------- | --- | -------------------- |
| 10 y 25 de noviembre de 1643            | Rottweil, Alemania                                | Muttergottes von der Augenwende. La estatua lloró, cambió la expresión de su rostro, habló y movió la cabeza de arriba abajo. Presenciado por al menos 42 testigos. | [ 22 ]               |
| 1953                                    | Siracusa, Sicilia (Italia)                        | La estatua derramó lágrimas humanas. Verificado por un equipo de científicos y aprobado por la arquidiócesis local. | [ 23 ]               |
| 16 de mayo de 1960                      | Hempstead, Nueva York (Estados Unidos)            | La imagen de una Theotokos bajo la advocación de Nuestra Señora de los Dolores lloró lágrimas humanas en la vivienda particular de Peter y Pagona Catsounis en Island Park. Llevada a la Catedral ortodoxa griega de San Pablo para ser mostrada al sacerdote, posteriormente sería considerada «señal de Divina Providencia» por el patriarcado ecuménico. | [ 24 ] [ 25 ]        |
| Abril de 1992                           | Lake Ridge, Virginia (Estados Unidos)             | Un pastor católico asociado fue acusado de simular lágrimas o sangre en varias estatuas de la Virgen María. | [ 26 ]               |
| 1980                                    | Pavía, Italia                                     | Una estatua sollozante resultó ser un fraude debido a que el dueño simuló las lágrimas con una pistola de agua. | [ 14 ]               |
| Febrero de 1995                         | Civitavecchia, Italia                             | Una estatua de la Virgen adquirida en Medjugorje derramó lágrimas de sangre. | [ 27 ] [ 28 ]        |
| Desde abril de 1997 hasta la actualidad | Platina, Brasil                                   | Una estatua de Nuestra Señora del Sagrado Corazón derrama un líquido rojo. Sin verificar. |                      |
| Marzo de 2002                           | Messina, Italia                                   | Una estatua de San Pío de Pietrelcina derramó un líquido rojo. Rechazado por el Vaticano. | [ 29 ] [ 30 ]        |
| Septiembre de 2002                      | Rockingham, Australia                             | Una estatua derramó lágrimas perfumadas. Verificado. | [ 31 ] [ 32 ] [ 33 ] |
| Febrero de 2003                         | Chittagong, Bangladés                             | Una estatua de la Virgen derramó lágrimas. Sin verificar. | [ 34 ]               |
| Septiembre de 2004                      | Baalbek, Líbano                                   | Nuestra Señora de Bechouat. La estatua exudó aceite perfumado, parpadeó y curó a un enfermo. Sin verificar. | [ 35 ]               |
| Noviembre de 2005                       | Sacramento, California (Estados Unidos)           | Una estatua derramó lágrimas de sangre. Calificado de fraude por el programa de televisión de Paula Zahn. | [ 36 ]               |
| Desde marzo de 2006 hasta la actualidad | Kerala, India                                     | Una imagen llora sangre y exuda aceite, miel y leche. Sin verificar. | [ 37 ]               |
| Desde enero de 2006 hasta la actualidad | Borġ in-Nadur, Birżebbuġa (Malta)                 | Una estatua llora sangre y exuda aceite y sal. Sin verificar. | [ 38 ]               |
| Noviembre de 2010                       | Windsor, Ontario (Canadá)                         | Una estatua sonrió y exudó aceite supuestamente curativo. |                      |
| Julio de 2012                           | Baton Rouge, Luisiana (Estados Unidos)            | Una estatua goteó sangre del cuero cabelludo. | [ 39 ]               |
| Octubre de 2012                         | Tanauan, Provincia de Batangas (Filipinas)        | Una escultura de María Mediatrix de Todas las Gracias exudó sangre de su rostro y aceite de palma (la sangre fue eventualmente identificada como humana y del tipo 0). Así mismo, se informó de que numerosas imágenes marianas de la zona estaban llorando sangre. Investigado por la arquidiócesis de Lipá.                                               | [ 40 ]               |
| Mayo de 2015                            | Barangay Liloan, Cataarmán (Camiguín, Fillipinas) | Varios restos de sangre fueron hallados cerca de los ojos de una imagen de la Virgen en la Capilla de Nuestra Señora de Lourdes en Barangay Liloan, según el testimonio de los residentes, quienes también se sorprendieron de que la estatua tuviese las manos abiertas. Sin verificar.                                                                    | [ 41 ]               |
| Agosto de 2018                          | Pásztó, Hungría                                   | Una estatua derramó lágrimas humanas durante más de tres meses, mostrando círculos de color rojo alrededor de los ojos. | [ 42 ]               |
| Julio y septiembre de 2018              | Hobbs, Nuevo México (Estados Unidos)              | Una imagen de Nuestra Señora de Guadalupe derramó lágrimas de aceite santo. Investigado por la diócesis de Las Cruces. | [ 43 ]               |

## Pinturas sollozantes
Las pinturas e iconos sollozantes son un fenómeno relacionado con el de las estatuas, si bien ningún caso relativo a una pintura ha sido aprobado ni por la Iglesia católica ni por la Iglesia copta, con la mayoría de los casos declarados como fraude. No obstante, en la Iglesia ortodoxa algunos casos como el del icono de San Miguel en Rodas son considerados milagrosos.
Al igual que las estatuas, las lágrimas derramadas suelen ser sustancias similares a la sangre; se dice que una pintura de la Virgen María exudó lágrimas por sus ojos y sus dedos en la Iglesia ortodoxa albanesa de San Nicolás, en Chicago, el 6 de diciembre de 1986. El fenómeno, el cual obtuvo fama internacional y atrajo a un gran número de visitantes, cesó en julio de 1987, si bien volvió a manifestarse un año después; para entonces 19 iconos habían empezado a derramar lágrimas tras haber sido ungidos con la sustancia exudada por la pintura. Por su parte, una pintura de la Virgen realizada sobre madera contrachapada derramó lágrimas el 10 de marzo de 1992 en Barberton, Ohio; para 2002 aún se celebraban peregrinaciones anuales con motivo del acontecimiento. Adicionalmente, otra pintura de la Virgen, la cual atrajo a un gran número de visitantes al Monasterio del Cristo de las Colinas, cerca de Blanco, Texas, en la década de 1980, lloró supuestamente mirra, descubriéndose el fraude en los años 2000.

## Otros fenómenos similares

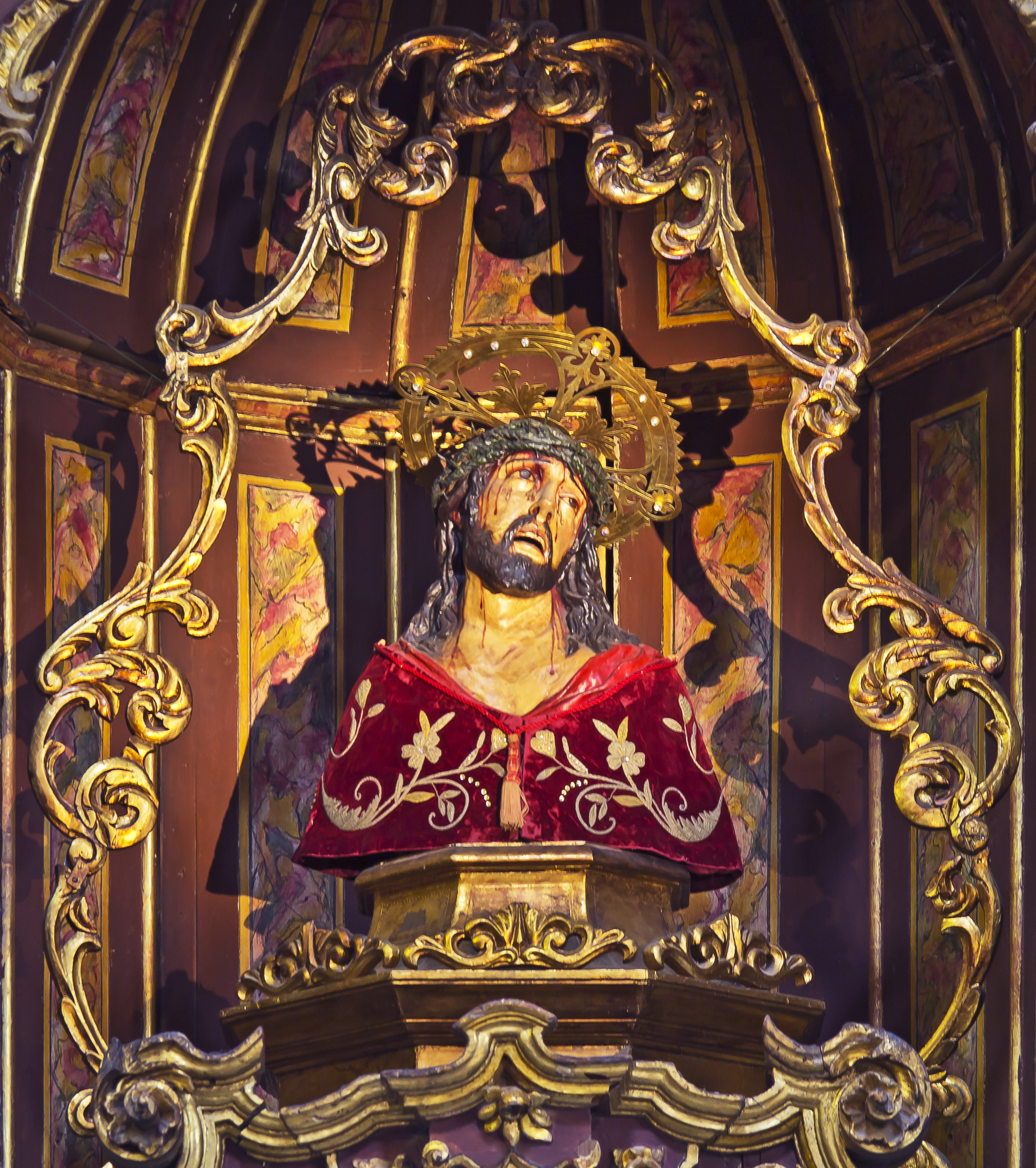
Imagen del Señor de las Tribulaciones en Santa Cruz de Tenerife, figura a la que se le atribuyó una "sudoración milagrosa" en 1795.

Además del derrame de lágrimas, a lo largo de la historia se han reportado testimonios de imágenes religiosas que han emitido fenómenos similares o relacionados, como lo son fenómenos de "sudoración", o emanación de aceite, sangre, agua, u otras sustancias, incluida miel.
Un caso particularmente famoso en su época fue el fenómeno ocurrido en la primavera de 1795 en Santa Cruz de Tenerife (España). Una representación de un busto de Jesucristo, invocado localmente como el Señor de las Tribulaciones, el cual, comenzó a "sudar" cuando fue trasladado a una casa de una familia adinerada de la ciudad para que curara de una enfermedad a la matriarca de la familia.
El teniente coronel de Milicias Provinciales, Francisco Tolosa ofrece esta descripción del evento:

"'Se observó una erupción de varias partes del rostro de dicha escultura, al parecer como agua, según lo líquido y cristalino de las gotas que formaba. La recogieron en unos algodones, dejando rastro enjuto. Al poco rato, volvió a repetirse este hecho, por lo que citado José Carta llamó al teniente Pedro Ortiz, que volvió a enjugarla, al creer que el origen de este fenómeno se debía a la proximidad de la lámpara que estaba junto a la talla. Así, se retiró la lámpara y, sin embargo, sucedió lo mismo por tercera vez, ya en presencia de más testigos.'"

Otro caso similar de "sudoración milagrosa" ocurrido también en la isla española de Tenerife, es la del cuadro o pintura de San Juan Evangelista venerada en la parroquial iglesia de la Concepción de San Cristóbal de La Laguna. El fenómeno se dio durante una epidemia de peste bubónica que azotó la isla en 1648.
Entre los casos más recientes se incluye; una imagen de Cristo crucificado en Tucumán, Argentina, el cual manó un líquido rojizo, identificado como sangre, a través de las Cinco llagas de Jesucristo en 2011, o el caso en Brasil, de una imagen de la Virgen de Fátima que exuda aceite y miel desde 1993 hasta la actualidad.